# Півненківський цукровий завод
Півненківський цукровий завод - підприємство харчової промисловості у місті Тростянець Сумського району Сумської області.

## Історія
Бурякоцукровий завод в двох верстах від села Тростянець Тростянецької волості Охтирського повіту Харківської губернії Російської імперії був побудований і введений в експлуатацію на початку 1860х років.

Цехи цукрового заводу

Під час першої російської революції у вересні 1905 року робітники цукрового заводу почали страйк з вимогами 8-годинного робочого дня, підвищення зарплати і поліпшення умов праці. Страйк тривав шість днів і був придушений прибулим Охтирським кавалерійським полком, після чого організатори страйку Залавська, Зайденшнер і Зубченко були заслані в Сибір.
В кінці грудня 1917 року Тростянець окупували радянські війська, але вже в квітні 1918 року село було визволено з під радянської навали, та встановлено владу Української Народної Республіки. В цей час на заводі було встановлено 8-годинний робочий день й інші поліпшення умов праці. В подальшому до грудня 1919 року його залишалося в зоні бойових дій громадянської війни, результатом якої стала радянська окупація.
Надалі, Півненківський цукровий завод (названий на честь робочого Я. Г. Півненко, розстріляного в серпні 1919 року денікінцями) відновив роботу. У 1921 році він справив 1360 пудів цукру, в 1926 році - понад 600 тисяч пудів.  За цей час чисельність працівників заводу збільшилася до 600 осіб, а продуктивність праці - на 155%. Для підвищення кваліфікації робітників в 1922 році при цукровому заводі була створена школа фабрично-заводського навчання. У 1939 році на заводі налічувалося майже 1500 робочих, потужність забезпечувала переробку 8,5 тис. Центнерів буряка на добу.
В ході другої світової війни з 10 жовтня 1941 до 9 серпня 1943 місто був окупований німецькими військами, під час окупації гітлерівці повністю зруйнували підприємство. Відповідно до четвертого п'ятирічного плану відновлення і розвитку народного господарства СРСР цукровий завод і забезпечуючий його буряком місцевий радгосп були відновлені, при цьому в 1946 році машиноремонтні майстерні заводу стали окремим підприємством.
Наприкінці 1960 року Тростянець був підключений до єдиної електромережі країни і газифікований, що дало можливість реконструювати підприємство. Надалі, цукровий завод і бурякорадгосп були об'єднані в Півненківський цукровий комбінат, на якому було освоєно виробництво цукру з  цукрової тростини. В цілому, за часів радянської окупації України цукровий комбінат входив в число провідних підприємств міста.
Після  проголошення незалежності України комбінат перейшов у відання Державного комітету харчової промисловості України. У липні 1995 року Кабінет Міністрів України затвердив рішення про приватизацію цукрового заводу, бурякорадгоспу, а також відділення райсільгоспхімії. Після цього державне підприємство було перетворено в відкрите акціонерне товариство.
Крім переробки цукрових буряків, він продовжував переробку цукрової тростини. Навесні 2002 року власником підприємства стала дніпропетровська інвестиційна група "Інтерпайп", але в травні 2004 року воно було продано компанії ТОВ "Сумиагроцукор". У 2006 - 2007 рр. почалася процедура ліквідації компанії ТОВ "Сумиагросахар" і розпродаж її майна і активів.
У квітні 2007 року до господарського суду Сумської області за позовом київської страхової компанії «Страховий капітал» почав розгляд справи про банкрутство ВАТ «Півненківський цукровий завод». В травні 2007 року був затверджений реєстр вимог кредиторів до заводу, борг якого Всеукраїнському акціонерному банку оцінили в 7,7 млн. гривень, ще 1,7 млн. гривень становили податкові борги. У вересні 2007 року комітет кредиторів, який очолив «VAB Банк», зажадав ліквідації підприємства. В 2012 році завод вже припинив своє існування.